# Олена Молодша
Олена Молодша (лат. Helena, *325 — †360) — дочка римського імператора Костянтина Великого, дружина римського імператора Юліана Відступника.

## Біографія
Народилася у Константинополі у родині Констянтина I, римського імператора, та Флавії Фаусти. Про дитинство та молоді роки Олени мало відомостей. Після страти матері у 326 році, виховувалася найімовірніше бабусею — Оленою Августою. Тут Олена стала прихильницею християнства, виховувалася у цій вірі.
Її становище не змінилося після смерті батька та у період боротьби за владу поміж її братами та узурпаторами у 337—350 роках. До 355 року у родині Костянтина Великого залишилося лише двоє представників чоловічої статі — Констанцій II та його небіж Юліан. Тому 6 листопада 355 року останній отримав титул цезаря, а згодом цього року відбулося весілля у місті Медіолан (сучасний Мілан) між Оленою та Юліаном. Після укладання шлюбу молодята вирушили до Галлії, де повинен був перебувати Юліан. 356 року Олена народила сина, але той помер відразу після народження, за деякими відомостями руку до цього приклав Констанцій II. У лютому 360 року Олена була присутня на військових та політичних зборах у місті Лютеція Паризіорум (сучасний Париж), де Юліана оголосили Августом, а Олену Августою, що означало відкритий виступ проти імператора Констанція. У цій ситуації Олена підтримала чоловіка, а не брата. Разом з Юліаном вона рушила на схід, але незабаром захворіла й померла. Була похована у Римі у родинній гробниці (сучасний собор Санта-Констанца).